# Бреді Корбет
Бреді Корбет (англ. Brady Corbet; нар. 17 серпня 1988, Темпе) — американський кінорежисер, сценарист та актор. За визначенням критика газети The Guardian Ксена Брукса, Корбет є «Орсоном Веллсом XXI століття».
Починав кар'єру як актор, виконавши головні ролі в авторських фільмах «Загадкова шкіра» (2004), «Кумедні ігри» (2007) та «Саймон-вбивця» (2012). З 2015 року працює виключно як режисер і сценарист, створивши драми «Дитинство лідера», Vox Lux (2018) та «Бруталіст» (2024).
За режисерську роботу в «Бруталісті» був нагороджений «Срібним левом» Венеційського міжнародного кінофестивалю, преміями «Золотий глобус» і BAFTA та номінацією на премію «Оскар» (також як сценарист фільму).

## Життєпис
Народився 17 серпня 1988 року в місті Темпе, штат Аризона. Єдиний син матері-одиначки, яка працювала в індустрії іпотечного кредитування. У 7-річному віці разом із матір'ю переїхав до її батьків у місто Гленвуд-Спрінгс, штат Колорадо.
Пристрасть Корбета до кінематографу розвинулась у дитинстві завдяки телеканалу Turner Classic Movies. «Якщо мені подобався фільм, я обов'язково мав передивитись усе, що зробив його режисер. Це не змінилось дотепер» — казав він. Особливий пієтет мав до творчості Орсона Веллса, дуету Майкл Павелл-Емерик Прессбургер, Райнера Вернера Фассбіндера, Ніколаса Роуга.
За пропозицією дідуся приблизно в 10-річному віці відвідав перший кастинг на роль у фільмі Альфонсо Куарона «Великі сподівання». Попри те, що затверджений був інший актор, у Корбета з'явились менеджер та агент. У подальші декілька років він грав невеликі ролі у рекламах і серіалах, зокрема в «Королі Квінса».
У 12-річному віці разом із матір'ю переїхав до Лос-Анджелеса, де незабаром отримав першу другорядну роль у кіно — старшого брата героїні Еван Рейчел Вуд у драмі «Тринадцять». Через рік зіграв першу головну кінороль у науковій фантастиці «Вісники бурі». Фільм знімався у тяжких робочих умовах протягом 8 місяців з постійними перезніманнями та переписуваннями сценарію.

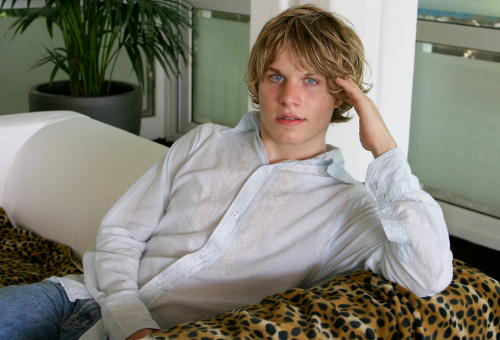
У 2004 році

Закінчивши роботу над «Вісниками бурі», Корбет отримав сценарій драми «Загадкова шкіра», в якому зіграв хворобливого підлітка, що страждає на втрату пам'яті. Після виснажливих знімань у попередньому фільмі, працювати з режисером Греггом Аракі було для актора «відновленням дихання».
У 2006 році зіграв сина героїні Конні Бріттон у п'ятому сезоні телесеріалу «24». Через рік Міхаель Ганеке побачив в акторі «зловісну маску нігілістичного зла», затвердивши його на головну роль тихого психопата у своєму трилері «Кумедні ігри».
Після роботи з Ганеке відбувся перший режисерський досвід Корбета в короткометражному фільмі Protect You + Me (2008), який він знімав спільно з оператором Даріусом Хонджі. Розробивши черновий варіант сценарію свого майбутнього повнометражного фільму «Дитинство лідера», він показав його продюсерам Ларса фон Трієра, які замість фінансової підтримки запропонували Корбету роль у наступному фільмі Трієра «Меланхолія». Порівнюючи методи Ганеке та Трієра, Корбет згадував, що перший контролює кожен процес, а Трієр «фокусується на хаосі». Паралельно актор знімався в трилері Шона Деркіна «Марта, Мерсі Мей, Марлен», де зіграв члена секти.
У похмурій драмі «Саймон-вбивця» (2012) виконав роль випускника університету, який після закінчення 5-річних відносин їде до Парижу, де вступає в стосунки з проституткою. Через рік, завершуючи знімання в своїх останніх фільмах, Корбет остаточно вирішив перейти від акторства до режисури. Найбільший вплив на це мав початок стосунків з норвезькою кінематографісткою Моною Фастволд та власне розчарування Корбета в акторстві: «Я з юного віку постійно замислювався: „Може, я не актор?“. Зустрічаючи колег, я бачив, що не настільки підкований в акторстві, як вони. Перед камерою я ніколи не відчував себе комфортно».

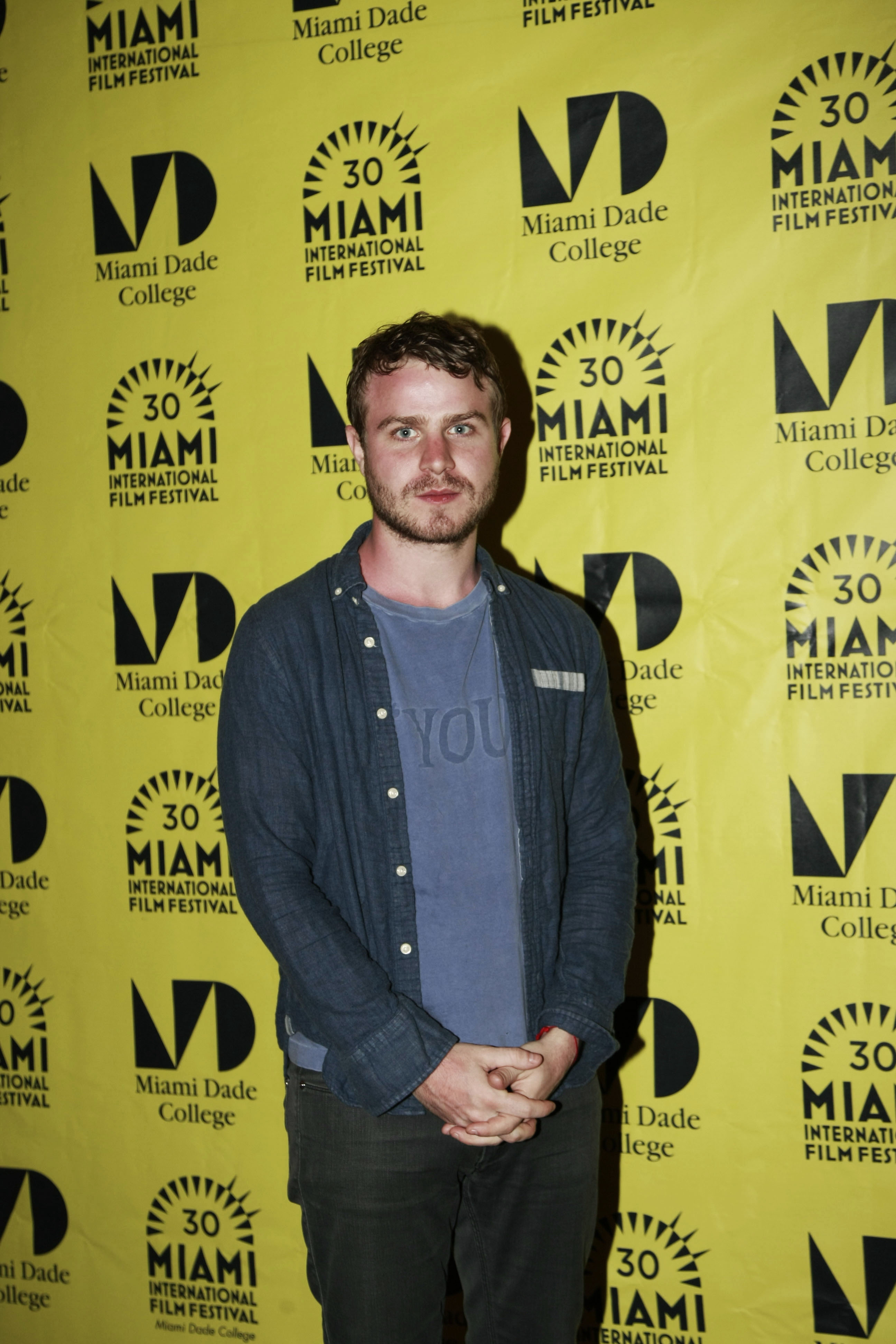
У 2013 році

У 27-річному віці здійснив свій режисерський повнометражний дебют, створивши історичну драму «Дитинство лідера» (2015), сценарій до якої почав писати ще за 10 років до прем'єри. «Еліптичний, клаустрофобний» фільм був відзнятий за 24 дні. На Венеційському міжнародному кінофестивалі Корбет був нагороджений призами за найкращий дебютний фільм і режисуру в рамках конкурсної програми «Горизонти».
Друга режисерська робота Корбета, попартова музична драма Vox Lux (2018), викликала запеклі суперечки глядачів та критиків, що видалось режисеру «дуже трансгресивним». Ця стилістична та драматургічна протилежність «Народження зірки» була задумана Корбетом навмисно провокаційною — «мінімалізм проти максималізма, гарний смак проти поганого».
Найбільший режисерський та сценарний успіх очікував Корбета з епічною, 3,5-годинною драмою «Бруталіст». Режисер зазначав:
|  | Поміж нового циклу популізму та упереджень XXI століття, «Бруталіст» — фільм, що оспівує тріумфи найзухваліших візіонерів із найбільшими досягненнями, наших предків. Це проєкт, що є найближчим до мого серця та сімейної історії. |

Корбет працював над фільмом протягом семи років. «Бруталіст» викликав захоплення критиків, а за підсумками 2024 року обійняв 5 місце у компіляційному переліку найкращих фільмів року. На Венеційському міжнародному кінофестивалі Корбет був нагороджений «Срібним левом» за найкращу режисерську роботу, пізніше — премією «Золотий глобус» і номінаціями на премію «Оскар» як найкращий режисер і сценарист року. Попри визнання фільму, його створення не принесло Корбету жодного прибутку, тому він погодився зрежисувати три рекламні ролики для компанії Bloomberg.
Наприкінці 2024 року завершились знімання мюзиклу «Заповіт Енн Лі», до якого Корбет написав сценарій спільно зі своєю дівчиною Моною Фастволд. Прем'єра запланована на 2025 рік. Також у розробці знаходиться наступний фільм Корбета — горрор-вестерн про імміграцію з Китаю до Каліфорнії у 1970-х роках, натхненний «Техаською різаниною бензопилою». Дія стрічки відбуватиметься протягом 150 років і охопить, зокрема, тему американського містицизму.

### Особисте життя
З 2012 року у стосунках з режисеркою норвезького походження Моною Фастволд. У 2014 році народилась донька Ада. Родина живе в Нью-Йорку.